# Чертоганов Олександр Юрійович
Олександр Юрійович Чертоганов (азерб. Aleksandr Çertoqanov, нар. 8 лютого 1980, Дніпропетровськ) — азербайджанський футболіст українського походження, півзахисник.
Насамперед відомий виступами за «Миколаїв», «Нефтчі» та «Інтер» (Баку), а також національну збірну Азербайджану.

## Клубна кар'єра
У дорослому футболі дебютував влітку 2000 року виступами за «Торпедо» (Запоріжжя), проте в команді не заграв, провівши за півроку лише одну гру в кубку України, після чого перейшов у «Миколаїв», в якому провів три роки, взявши участь у 85 матчах чемпіонату. Більшість часу, проведеного у складі «Миколаєва», був основним гравцем команди.
На початку 2004 року ненадовго перейшов у «Спартак» (Івано-Франківськ), після чого поїхав за кордон в «Баку», з яким виграв Кубок Азербайджану.
Своєю грою за останню команду привернув увагу представників тренерського штабу «Нефтчі», до складу якого приєднався в липні 2005 року. Відіграв за бакинську команду наступні три з половиною сезони своєї ігрової кар'єри. Граючи у складі бакинського «Нефтчі», також здебільшого виходив на поле в основному складі команди. За цей час Чертоганов двічі вигравав бронзу і один раз срібло чемпіонату, а в 2006 році переміг на Кубку Співдружності.
На початку 2009 року був відданий в оренду до кінця сезону в «Сімург», а після її завершення підписав повноцінний контракт з «Інтером» (Баку), де провів два повноцінних сезони. Клуб з Баку разом з азербайджанським українцем виграв чемпіонат країни 2010 року.
До складу клубу «Габала» приєднався в липні 2011 року. За два сезони відіграв за команду з Габали 49 матчів в національному чемпіонаті.
2013 року перейшов до «Сумгаїта».

## Виступи за збірну
2003 року їздив у складі студентської збірної України на Всесвітню Універсіаду в Південну Корею.
У 2005 році прийняв громадянство Азербайджану, що дало йому можливість виступати за збірну цієї країни.
2 вересня 2006 року дебютував в офіційних матчах у складі національної збірної Азербайджану, відігравши весь матч проти збірної Сербії. 
Провів у формі головної команди країни 52 матчі, з 2013 року припинив викликатися до її лав.

## Досягнення
- Володар Кубка Азербайджану: 2004/05
- Володар Кубка Співдружності: 2006
- Чемпіон Азербайджану: 2009/10